# She Couldn't Take It
She Couldn't Take It is een Amerikaanse filmkomedie uit 1935 onder regie van Tay Garnett.

## Verhaal
Tot ontzetting van gezinshoofd Daniel lopen de leden van rijke familie Van Dyke lopen almaar in de kijker met hun buitensporige gedrag. Zijn leeghoofdige, zelfingenomen vrouw heeft een zwak voor ingevoerde luxeartikelen. Zijn verwende kinderen Tony en Carol hebben het voortdurend aan de stok met het gerecht. Als Daniel zelf wegens belastingontduiking in de gevangenis terechtkomt, maakt hij kennis met de dranksmokkelaar Ricardi. Hij vindt dat Daniel te gemakkelijk over zich heen laat lopen door zijn gezin.

## Rolverdeling
| Acteur          | Personage        |
| --------------- | ---------------- |
| George Raft     | Ricardi          |
| Joan Bennett    | Carol Van Dyke   |
| Walter Connolly | Daniel Van Dyke  |
| Billie Burke    | Mevrouw Van Dyke |
| Lloyd Nolan     | Tex              |
| Wallace Ford    | Boston           |
| James Blakeley  | Tony Van Dyke    |
| Alan Mowbray    | Alan Bartlett    |
| William Tannen  | Cesar            |
| Donald Meek     | Oom Wyndersham   |